# Tertium non datur (film)
Tertium non datur este un film românesc de scurtmetraj din 2006 scris și regizat de Lucian Pintilie. Rolurile principale au fost interpretate de actorii Victor Rebengiuc, Sorin Leoveanu, Tudor Istodor.

## Prezentare
Povestea filmului are loc la sfârșitul celui de-Al Doilea Război Mondial. În stepa ucraineană trupele germane și române se retrag din fața Armatei Roșii.

## Distribuție
- Victor Rebengiuc ca general român
- Cuzin Toma ca soldat român
- Tudor Istodor ca maior german
- Gabriel Spahiu ca subofițer român
- Bogdan Stanoevici - căpitanul Mitică
- Sorin Leoveanu - căpitanul Tomut
- Bogdan Marhodin ca sublocotenent român
- Cornel Scripcaru ca general german
- Marius Gâlea ca locotenent român
- Marcello Cobzarju ca locotenent român
- Eduard Dumitru ca locotenent român
- Dan Tudor ca locotenent român
- Alexandru Antoniu ca locotenent român
- George Nicușor-Rotaru ca sublocotenent român
- Mihai Cazachievici ca soldat german
- Ionuț Pandele ca soldat român